# Josep Joffre i Plas

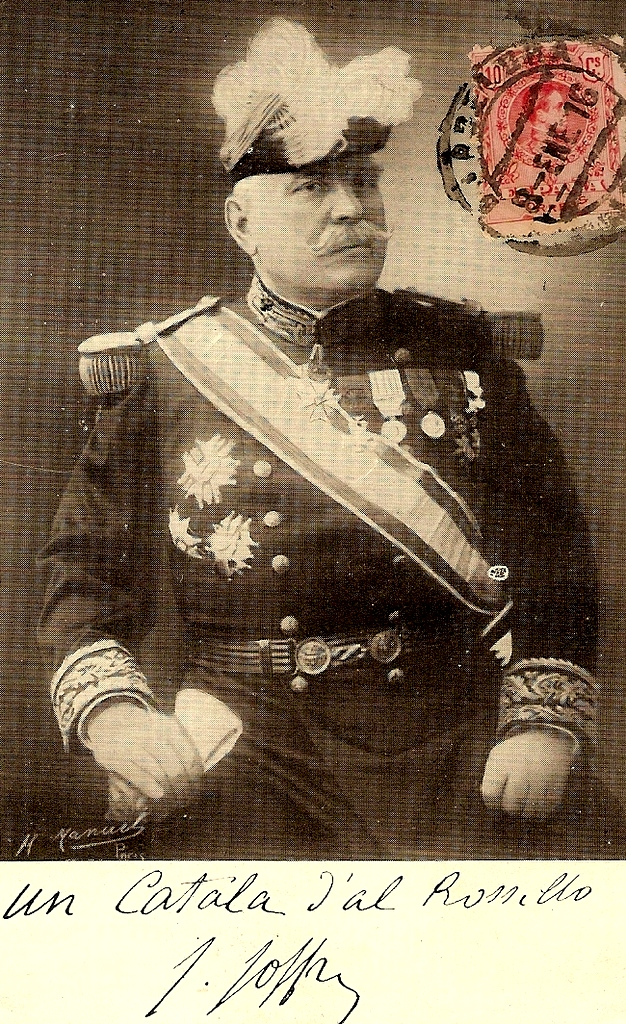
Postal de Joffre amb la dedicatòria en català

Josep Joffre i Plas (Ribesaltes, Rosselló, 12 de gener del 1852 – París, 3 de gener del 1931) fou un militar nord-català de l'exèrcit francès, mariscal de França i especialment famós per les batalles de la I Guerra Mundial i més particularment la Primera Batalla del Marne. La seva popularitat li valgué el sobrenom de Pare Joffre. En l'exèrcit era vist políticament com d'idees liberals i democràtiques.

## Carrera militar
Fill de Gilles Joffre i Vidal, d'ascendència estrictament rossellonesa, i de la seva dona Catherine Plas i Mercader, Joffre va ingressar a l'École Polytechnique i poc després va participar en la defensa de París durant la Guerra francoprussiana de 1870. Posteriorment, fou destinat a les colònies com a enginyer militar. El 1911 retornà a França i fou nomenat comandant en cap de l'exèrcit francès, després de la renúncia de Joseph Gallieni. Amb el canvi de mentalitat a l'estat major de l'exèrcit, que passà d'una idea estratègica defensiva a una de molt més ofensiva, Joffre adoptà els plans de Ferdinand Foch, l'ofensiva coneguda com a Pla XVII.

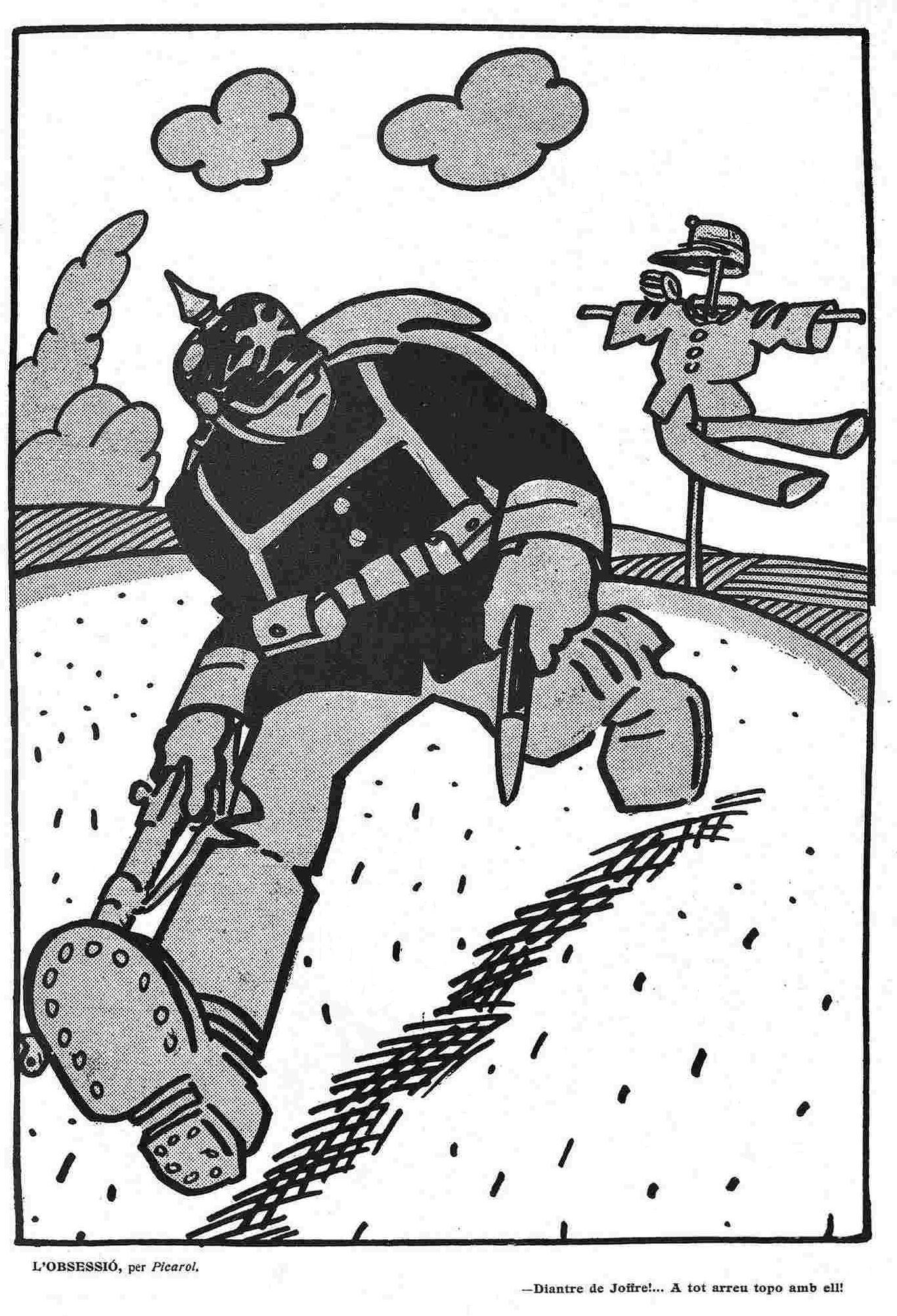
Dibuix humorístic de l'Esquella de la Torratxa que il·lustra l'aura de respecte, o por, que desprenia Joffre

Quan va esclatar la I Guerra Mundial, el pla francès es veié superat pel Pla Schlieffen alemany. Joffre intentà recuperar la situació mitjançant una retirada i un contraatac, que culminà en la Primera Batalla del Marne, entre el 5 i el 12 de setembre de 1914, que aconseguí salvar París i fer retirar els alemanys a les línies de front, que més o menys romandrien estàtiques durant la resta de la guerra. Després de les grans pèrdues a les batalles de Verdun i del Somme, Joffre fou substituït per Robert Nivelle el 13 de desembre del 1916. Joffre fou nomenat mariscal de França, la primera persona a rebre aquest títol durant la III República, però el seu paper fou més cerimonial que operatiu. Fou el cap de la missió militar francesa als Estats Units el 1917 i posteriorment, cap del Consell Suprem de Guerra el 1918.

### Delegació de Joffre als Estats Units

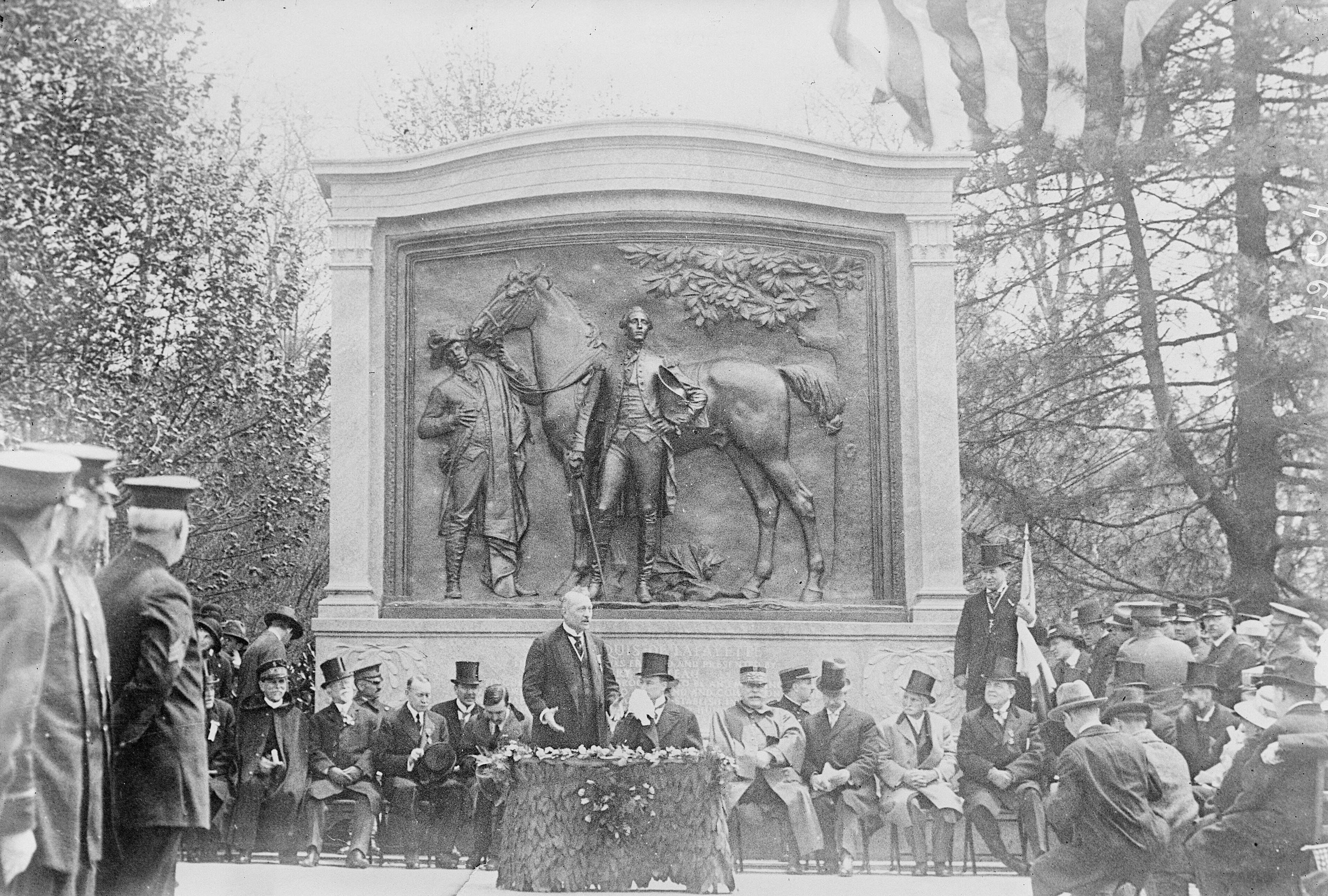
Joffre (assegut) i Viviani durant un discurs als Estats Units

A conseqüència de la declaració de guerra que feu el Congrés americà a Alemanya, el ministre de la Guerra francès, Alexandre Ribot, convocà Joffre i li va proposar de fer servir "el seu prestigi inigualable" acompanyant el president del Consell René Viviani als Estats Units d'Amèrica. Després d'haver dubtat, Joffre finalment va acceptar. De fet, com que llavors els Estats Units no tenien enemics i no havien conegut cap conflicte militar d'ençà el final de la Guerra de Secessió, els americans només tenien un exèrcit de 120.000 soldats. Joffre fou encarregat de convèncer el president Woodrow Wilson de la implicació del país i de preparar-ne l'exèrcit per a la guerra. La missió francesa va embarcar a bord del vaixell Lorraine II el 15 d'abril a Brest.
La delegació del govern francès va arribar a Nova York al cap de nou dies de viatge, el 24 d'abril. Quan es va trobar en presència de Joffre, l'almirall Mayo, el cap de la flota estatunidenca de l'Atlàntic, declarà: "Senyor, la vostra presència ací és l'honor més gran que es pugui fer al meu país!" L'arribada de Joffre va generar un gran entusiasme als Estats Units que l'equiparà a un heroi nacional; pels carrers la gent cridava "Joffre! Joffre!" i tota la premsa americana va retre homenatge al "vencedor del Marne". Fins i tot s'arribà a comparar el mariscal amb La Fayette. Joffre va fer una conferència a l'Escola de guerra sobre la situació militar a Europa i demanà uns mitjans més ràpids per a una intervenció dels Estats Units a Europa. A Mount Vernon, va dipositar la palma que s'ofereix tradicionalment als soldats morts per la pàtria sobre la tomba de George Washington.
Amb tot, l'objectiu més important de la missió era convèncer el president Wilson, amb qui es reuní llargues estones. Plegats, van passar revista a cadascun dels detalls del conflicte: els efectius francesos i alemanys, l'organització de l'exèrcit americà, el transport i el desembarcament, l'organització del comandament, etc. A la seu del ministeri de la Guerra, li fou presentat el comandant de les forces militars estatunidenques, el general John Pershing. Al capdavall, a principis de juny s'envià cap a Europa una divisió que constava de quatre regiments d'infanteria, dotze bateries de campanya i sis bateries pesants.
Uns quants dies abans, el 24 de maig, el mariscal havia tornat a França i l'havien nomenat inspector general de les tropes americanes. Es creà aleshores una gran tensió, ja que contràriament al que s'havia pactat abans, el govern Painlevé volia integrar els soldats americans al si de les tropes francobritàniques en comptes de facilitar que tinguessin el seu propi exèrcit. Joffre es va indignar arran d'aquest canvi i va recordar que França s'havia compromès a fer el que s'havia dit i va insistir que no es podia decebre la confiança dels Estats Units. El 13 de juny, Joffre va acollir el general Pershing quan aquest va arribar a París. Tots dos oficials van tenir una rebuda triomfal per part de la població parisenca.

## Vida pública
Després de la guerra, Joffre es retirà i fou nomenat membre de l'Acadèmia Francesa el 14 de febrer de 1918. El 1920 presidí la celebració dels Jocs Florals a Barcelona, on assistí acompanyat per Joan Amade.
El 12 d'octubre de 1919, una delegació dirigida pel president de la Mancomunitat, Josep Puig i Cadafalch, amb Àngel Guimerà, Santiago Rusiñol, Enric Morera, Pompeu Fabra, el Dr. Solé i Pla i d'altres, es desplaça a Perpinyà per demanar al mariscal Joffre de presidir els Jocs Florals de 1920. Amb gran sorpresa de tota la delegació, aquest acceptà sense problema, posant les cancelleries espanyola i franceses en una situació compromesa. Emmanuel Brousse, diputat dels Pirineus Orientals, proposarà una primera etapa a Madrid per condecorar el rei Alfons XIII amb la medalla militar i així desencallar la situació.
Va romandre a Madrid del 27 al 30 d'abril. Al vespre pujà al tren, fent via cap a Barcelona. L'endemà, abans d'arribar a la capital catalana amb la seva comitiva, el mariscal va fer escala a Reus i a Sant Vicenç de Calders on va ser rebut pels batlles respectius i un públic nombrós.
Joffre arribà a Barcelona durant la matinada del 1r de maig 1920, en companyia de la mariscala. Baixà el passeig de Gràcia i les Rambles mentre la gent el vitorejava.
L'endemà va fer visites oficials i remeses de condecoracions tant a l'Ajuntament com al Palau de la Generalitat. El 3 de maig és l'apoteosi, al Palau de les Belles Arts ple de gom a gom: la mariscala serà la reina dels Jocs Florals. Joffre acabà el seu discurs en català sota els aplaudiments. Àngel Guimerà li contestà amb un discurs inflamat que provocà la partença del representant del rei d'Espanya. A fora va haver-hi desordres i la policia va intervenir. Per calmar l'ambient, Joffre va prendre una decisió diplomàtica i no va assistir al banquet en el seu honor. L'endemà visità les obres de l'Exposició Internacional de 1929, va rebre diverses delegacions, participà en el banquet dels mutilats i va rebre la visita del Consell Municipal. El 6 de maig, a les 9 del mati, acompanyat per totes les personalitats catalanes, pujà al tren cap a Paris a l'estació de França.
Les seves memòries, en dos volums, es publicaren pòstumament, el 1932. El seu nom és recordat en moltíssimes ciutats de l'estat francès, més sovint al nomenclàtor de carrers o avingudes, i de tant en tant al d'alguns edificis, com el Liceu Joffre de Montpeller. A Perpinyà, a més de l'avinguda Joffre, que comunica el Vernet a la capital nord-catalana, també s'ha donat el nom del mariscal al pont per on passa aquesta avinguda. A Barcelona, va ser anomenada com a passeig del Mariscal Jofre la via que va del passeig de Maragall a la plaça del Virrei Amat, rebatejada el 1942 per l'Ajuntament franquista com a Avenida de Borbón, i actualment com Els Quinze.
La seva casa natal, al no 11 carrer del mariscal Joffre a Ribesaltes, inscrita monument historic el 1938 i transformada en museu l'any 1987.
Consta de tres nivells:
-al peu pla, dins el que era la quadra i el taller de boteria del seu pare, es presenta la seva vida i la seva carrera.
-al primer pis, algunes habitacions del pis familiar estan agençades. Dins el seu despatx moblat amb element auténtics d'en Joffre, hi ha exposats records historics, bronzes, entre els quals "L'album Catalunya a Joffre" de 1917, l'al·legoria regalada el 2 de maig 1920 a Barcelona pels catalans d'America del sud, etc.; dins l'avantsala, uniformes de soldat, el seu bicorn d'académic i la seua guerrera que havia regalat al Dr Solé i Pla i que portava quan va presidir els Jocs Florals de Barcelona el 1920. La cambra natal i la cuina han estat reconstituïdes.
-les golfes, que servien de paller, estan dedicades a la batalla del Marne amb dos aspectesː un pla relleu animat i la projecció d'un diaporama.

## Distincions

### Distincions atorgades per l'estat francès
Gran Creu de la Legió d'honor (11 de juliol de 1914)
 Cavaller de la Legió d'honor (7 de setembre de 1885)
 Oficial de la Legió d'honor (26 de desembre de 1895)
 Comandant de la Legió d'honor (11 de juliol de 1903)
 Gran Oficial de la Legió d'honor (11 juliol de 1909)
 Medalla Militar (26 de novembre de 1914)
 Creu de guerra 1914-1918 amb una palma
 Medalla colonial amb àgraf "Senegal-Sudan" (1894)
 Medalla commemorativa de l'expedició del Tonkin (març de 1887)
 Oficial de l'Orde del Drac d'Annam (1887)
 Medalla commemorativa de la guerra 1870-1871 (1871)

### Distincions d'altres països
- Medalla del Servei Distingit a l'Exèrcit (Estats Units)
- Doctor honoris causa per les universitats de Harvard (Estats Units), Porto i Coimbra (Portugal)
- Gran cordó de l'orde d'Ouissam Alauita (Marroc)] (Marroc)
- Cavaller Gran Creu de l'Orde del Bany (Regne Unit)
- Ceptre de Jade de l'emperador Khai-Dinh (Annam, 1922)